# Danilo De' Cocci
Danilo De' Cocci (Grottammare, 21 agosto 1916 – Roma, 6 febbraio 2006) è stato un avvocato, politico e professore universitario italiano.

## Biografia
Eletto senza interruzione dal 1948 per sei legislature consecutive alla Camera dei deputati e per le due successive al Senato. È stato inoltre Sottosegretario di Stato all'industria, ai lavori pubblici e al lavoro nei governi Moro, Leone, Andreotti e Rumor. Fu anche sindaco di Porto San Giorgio negli anni cinquanta.